# 1. Division 1928/1929
Dvacátý devátý ročník 1. Division (1. belgické fotbalové ligy) se konal od 2. září 1928 do 6. června 1929.
Soutěže se zúčastnilo opět 14 klubů. Sezonu vyhrál poprvé ve své klubové historii Royal Antverpy FC. Nejlepším střelcem se stal opět hráč Beerschot VAC Raymond Braine, který vstřelil 30 branek.